# Павлово-Посадський міський округ
Павлово-Посадський район — адміністративно-територіальна одиниця і муніципальне утворення на сході Московської області Росії.
Адміністративний центр — місто Павловський Посад.

## Географія
Площа району становить 56 634 га. Район межує на півночі і північному сході з  Кіржацьким і Петушинським районами Владимирської області, на півдні і південному сході — з Орехово-Зуєвським, на заході — з Ногінським і південному заході — з Раменським районами Московської області.